# 夏色のおもいで
「夏色のおもいで」（なついろのおもいで）は、1973年10月5日に発売されたチューリップの通算4枚目のシングル。

## 解説
前作に続き、ボーカルは姫野達也。バッドフィンガーを意識して作り始め、当初、「風の涙」というタイトルで財津和夫が作詞・作曲をしていた。
しかし詞をダメ出しされてしまい、プロデューサーの新田和長が歌詞をはっぴいえんどのメンバーであった松本隆に依頼した。幻となったオリジナルの「風の涙」は現在に至るまで公表されておらず、音源の有無も不明である。
本作は松本の職業作詞家としてのデビュー曲である。この曲を聞いた作曲家・筒美京平が、松本を自宅に呼び出し「これこそヒット曲と言うんだよ、素晴らしい」と絶賛したのがきっかけで、松本・筒美の黄金コンビが誕生することとなった。
ライブでは頻繁に取り上げられており、チューリップを代表する曲の一つとなっている。また、姫野は1985年のチューリップ脱退後に結成したオールウェイズでも取り上げている（下記参照）。

## 収録曲
1. 夏色のおもいで
  - 作詞：松本隆　作曲：財津和夫　編曲：川口真・チューリップ
2. しっぽの丸い小犬
  - 作詞・作曲：財津和夫　編曲：チューリップ

なお、B面曲は財津がボーカルを務めているが、ライブで姫野がしばしばボーカルを務めているうちに姫野のボーカル曲となった。チューリップとしては第二期まで演奏された（企画アルバム「あぁ、今聴いたらもっと良い!―未発表Tulip80年代Live」Vol.3に83年春のライブ演奏が収録されている）。
2014年に姫野をゲストに迎えて行われたソロツアーで、いつのまにかボーカルの変わった不思議な曲と紹介しつつ、久々に財津がボーカルを務める形で演奏された。
子犬が自然に憧れて都会を出ようとするという物語調の作品である。

## カバーしたアーティスト
- 南沙織 『夏の感情』（1974年）
- 桜田淳子（ライブ盤）
- オールウェイズ（1993年）
- 綿内克幸（1996年）
- Something ELse 『夏唄』（2004年）
- 宮崎あおい - トリビュートカバーアルバム『風街であひませう』（2015年）の完全限定生産盤スペシャルディスク（『風街でよむ』）に歌詞朗読が収録[2]。
- 財津和夫 - 自らボーカルを取る形でソロライブにおいて演奏。企画アルバム『財津和夫 90s 未発表LIVE音源集 Vol.03』（2020年）に収録。
- 吉岡聖恵 - 松本隆トリビュート・アルバム『風街に連れてって!』（2021年）収録[3]。